# Sauber C22
Sauber C22 byl vůz, se kterým tým Sauber Petronas soutěžil v sezóně 2003.
Vůz C22 řídili Nick Heidfeld, který působil v Sauberu ve své třetí sezóně a zkušený bývalý pilot Williamsu a Jordanu Heinz-Harald Frentzen, který zastupoval Felipeho Massu při Grand Prix USA 2002. Massa opustil tým, aby se připojil k Ferrari jako testovací jezdec. Švýcarský jezdec Neel Jani byl podepsán jako testovací jezdec pro sezónu 2003 a pomáhal s vývojem vozu C22.

## Přehled

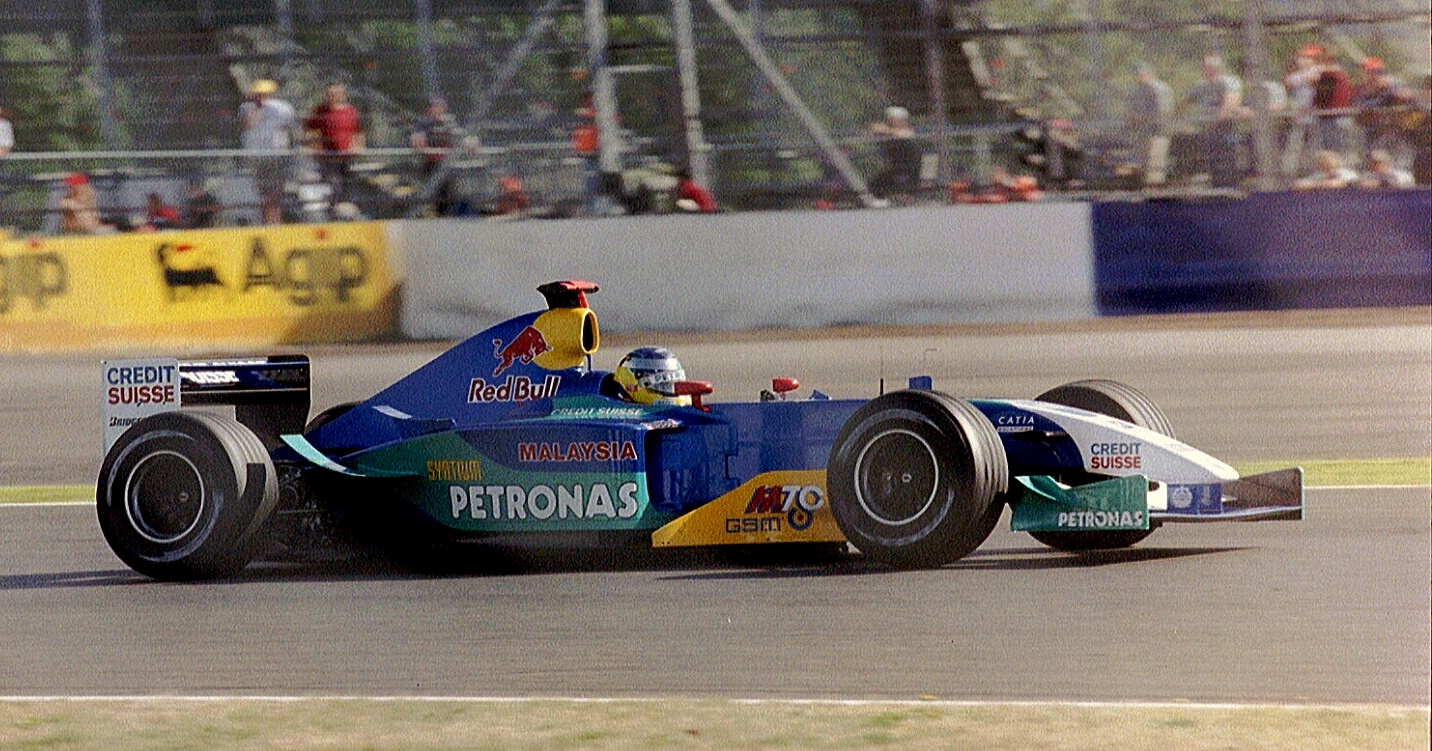
Nick Heidfeld v Silverstone.

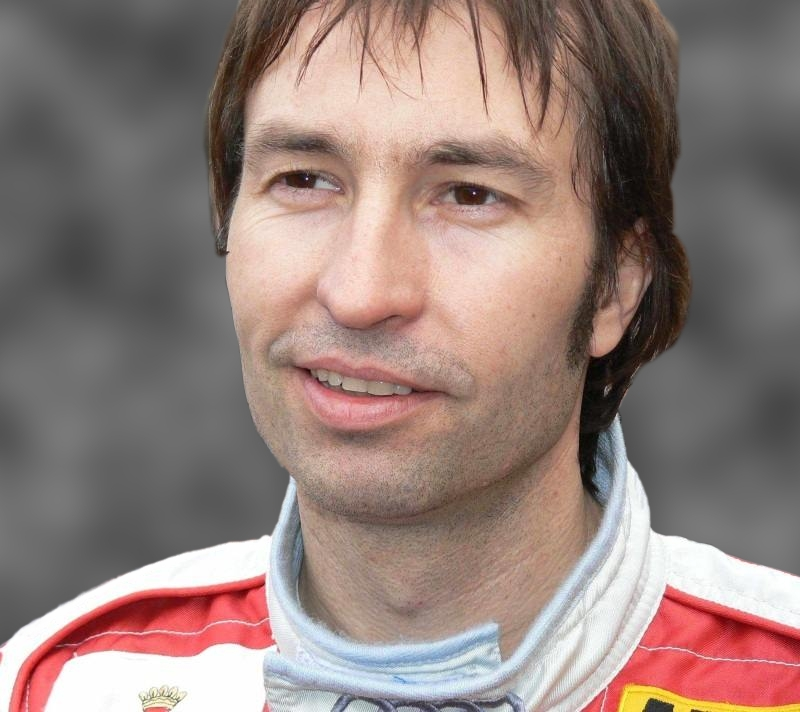
Sauber C22 dovezl německého jezdce Heinze-Haralda Frentzena ke svému osmnáctému a poslednímu umístění na stupních vítězů ve Formuli 1 při Grand Prix USA 2003.

Vůz C22 byl třetím vozem navrženým Willym Rampfem pro tým Sauber. Počáteční návrhy pro vůz C22 byly dokončeny již v květnu 2002. Důraz byl kladen na zvýšenou tuhost dílů, spolehlivost a kompaktnější a lehčí vůz než v sezóně 2001. Sauber pokračoval ve vztahu s Ferrari, který pro tým poskytoval pohonné jednotky V10. Motor označený jako Petronas 03A byl založen na továrním motoru Ferrari z roku 2002, který dovedl Michaela Schumachera k titulu mistra světa. Sauber pokračoval v používání pneumatik Bridgestone.
Testování vozu mělo začít představením na okruhu Fiorano v lednu 2003, nicméně kvůli sněhovým podmínkám se od toho upustilo. Vůz C22 byl později představen společností Sauber dne 9. února 2003 ve švýcarském Hinwilu. Představení bylo doprovázeno ukázkou akrobatického bruslení. Tým pokračoval v testování až do ledna v Barceloně a později ve dvou částech ve Valencii, které byly přijaty pozitivně i přes poruchu pohonné jednotky a náročné povětrnostní podmínky. Jelikož se Sauber v roce 2003 nezúčastnil testů nabízených FIA, pokračoval vývoj vozu C22 po celou sezónu na okruzích Silverstone a Jerez. Neel Jani absolvoval svou první jízdu ve Formuli 1 s vozem C22 a podpořil aerodynamický vývoj na testovací dráze poblíž italského Milána v dubnu.
Sezóna začala pro tým a vůz C22 pozitivně. Frentzen se kvalifikoval čtvrtý na Grand Prix Austrálie 2003 a v závodě skončil na 6. místě a získal první 3 body sezóny pro Sauber. Další body získali v Malajsii a Brazílii Heidfeld a Frentzen.
Nicméně, jak závody postupovaly, nespolehlivost se stala pro tým problémem, stejně jako umístění mimo bodované pozice. Zejména v Rakousku nemohl Frentzen do závodu nastoupit kvůli problému se spojkou. Za celou sezónu nastala pouze dvě odstoupení způsobená nehodami nebo kolizemi. K jedné pozoruhodné nehodě došlo při Grand Prix Monaka, kdy Frentzen havaroval v šikaně u bazénu v prvním kole a byl oficiálně klasifikovaném jakože dokončil 0 kol.
Vrcholem sezóny pro Sauber a vůz C22 byla Grand Prix USA 2003 v Indianapolis. Bylo to poprvé, kdy oba vozy získaly body ve stejném závodě a Frentzen skončil třetí, čímž vůz C22 dovezl jediné umístění na stupních vítězů. To bylo také Frentzenovo osmnácté a zároveň poslední pódium ve Formuli 1.
Vůz C22 zakončil sezónu s 19 body a vynesl Sauber na 6. pozici v poháru konstruktérů. Vůz C22 byl posledním vozem Formule 1 řízeným Heinzem-Haraldem Frentzenem, který odešel z Formule 1 a připojil se k Opelu v DTM. Mezitím Nick Heidfeld opustil tým, ale později se vrátil, když se v sezóně 2006 stal jezdcem BMW Sauber.

## Sponzorství
Pro rok 2003 si Sauber udržel hlavního sponzora Petronas vedle Red Bullu. Společnost Mobile TeleSystems (MTS) byla odhalena jako klíčový sponzor na představovací akci v roce 2003. Banka Credit Suisse, která sponzorovala tým od roku 2001, oznámila obnovení partnerství pro rok 2004.

## Kompletní výsledky ve Formuli 1
| Legenda k tabulce | Legenda k tabulce                                                                       |
| Barva             | Výsledek                                                                                |
| ----------------- | --------------------------------------------------------------------------------------- |
| Zlatá             | Vítěz                                                                                   |
| Stříbrná          | 2. místo                                                                                |
| Bronzová          | 3. místo                                                                                |
| Zelená            | Bodované umístění                                                                       |
| Modrá             | Nebodované umístění                                                                     |
| Modrá             | Dokončil neklasifikován (NC)                                                            |
| Fialová           | Odstoupil (Ret)                                                                         |
| Červená           | Nekvalifikoval se (DNQ)                                                                 |
| Červená           | Nepředkvalifikoval se (DNPQ)                                                            |
| Černá             | Diskvalifikován (DSQ)                                                                   |
| Bílá              | Nestartoval (DNS)                                                                       |
| Bílá              | Závod zrušen (C)                                                                        |
| Světle modrá      | Pouze trénoval (PO)                                                                     |
| Světle modrá      | Páteční testovací jezdec (TD)                                                           |
| Bez barvy         | Netrénoval (DNP)                                                                        |
| Bez barvy         | Vyřazen (EX)                                                                            |
| Bez barvy         | Nepřijel (DNA)                                                                          |
| Bez barvy         | Odvolal účast (WD)                                                                      |
| Bez barvy         | Nezúčastnil se (prázdné)                                                                |
| Označení          | Význam                                                                                  |
| Tučnost           | Pole position                                                                           |
| Kurzíva           | Nejrychlejší kolo                                                                       |
| †                 | Jezdec nedojel do cíle, ale byl klasifikován, protože odjel více než 90 % délky závodu. |
| ‡                 | Byl udělován poloviční počet bodů, protože bylo odjeto méně než 75 % délky závodu.      |
| Horní index       | Umístění bodujících jezdců ve sprintu                                                   |

| Rok  | Tým             | Motor        | Pneumatiky | Jezdci                | 1   | 2   | 3   | 4   | 5   | 6   | 7   | 8   | 9   | 10  | 11  | 12  | 13  | 14  | 15  | 16  | Body | Umístění |
| ---- | --------------- | ------------ | ---------- | --------------------- | --- | --- | --- | --- | --- | --- | --- | --- | --- | --- | --- | --- | --- | --- | --- | --- | ---- | -------- |
| 2003 | Sauber Petronas | Petronas V10 | B          |                       | AUS | MAL | BRA | SMR | ESP | AUT | MON | CAN | EUR | FRA | GBR | GER | HUN | ITA | USA | JPN | 19   | 6. místo |
| 2003 | Sauber Petronas | Petronas V10 | B          | Nick Heidfeld         | Ret | 8   | Ret | 10  | 10  | Ret | 11  | Ret | 8   | 13  | 17  | 10  | 9   | 9   | 5   | 9   | 19   | 6. místo |
| 2003 | Sauber Petronas | Petronas V10 | B          | Heinz-Harald Frentzen | 6   | 9   | 5   | 11  | Ret | DNS | Ret | Ret | 9   | 12  | 12  | Ret | Ret | 13† | 3   | Ret | 19   | 6. místo |